# مافاكامتن
مافاكامتن، الذي يُباع تحت الإسم التجاري كامزيوس، هو دواء يستخدم لعلاج اعتلال عضلة القلب الضخامي الانسدادي(HCOM).  و يؤخذ عن طريق الفم. 
وتشمل الآثار الجانبية الشائعة له: الدوخة و الإغماء .  قد تشمل الآثار الجانبية الأخرى: قصور القلب.  أما استخدامه خلال الحمل فقد يضر الجنين.  وهو مثبط للميوسين القلبي. 
وُوفق على استخدام مافاكامتن طبيًا في الولايات المتحدة في عام 2022.  وهو غير متوفر في أوروبا أو المملكة المتحدة اعتبارًا من عام 2022.  في الولايات المتحدة، تبلغ تكلفة الدواء الشهري حوالي 7800 دولار أمريكي. 